# كيتا فوميكو
كيتا فوميكو (باليابانية: 喜多文子؛ بالكانا: きた ふみこ) هي لاعبة الغو ‏ يابانية، ولدت في 1875، وتوفيت في 1950.